# Philemon diemenensis
El filemón de Nueva Caledonia (Philemon diemenensis) es una especie de ave paseriforme de la familia Meliphagidae endémica de Nueva Caledonia.

## Distribución
La especie se distribuye en las islas de Grande Terre, Maré y Lifou.